# Louis B. Heller

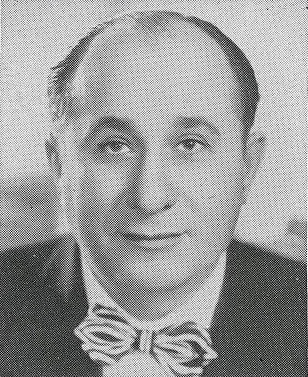
Louis B. Heller, 1951

Louis Benjamin Heller (* 10. Februar 1905 in New York City; † 30. Oktober 1993 in Plantation, Florida) war ein US-amerikanischer Jurist und Politiker. Zwischen 1949 und 1954 vertrat er den Bundesstaat New York im US-Repräsentantenhaus.

## Werdegang
Louis Benjamin Heller wurde ungefähr neun Jahre vor dem Ausbruch des Ersten Weltkrieges in New York City geboren und wuchs dort auf. In dieser Zeit besuchte er öffentliche Schulen und ging dann auf die Fordham University School of Law in New York City, welche er 1926 mit einem Bachelor of Laws wieder verließ. Seine Zulassung als Anwalt erhielt er im folgenden Jahr und begann dann in Brooklyn zu praktizieren. Zwischen 1936 und 1946 war er als Special Deputy Assistant Attorney General für Wahlbetrugsfälle in New York tätig und in den Jahren 1941 und 1942 als Appeal Agent im United States Selective Service in New York. Er saß in den Jahren 1943 und 1944 im Senat von New York. Gouverneur Thomas E. Dewey ernannte ihn 1944 zum Secretary in der New York State Temporary Commission Against Discrimination – eine Stellung, die er bis 1945 innehatte. Politisch gehörte er der Demokratischen Partei an. Zwischen 1944 und 1954 saß er im Democratic State Committee und hatte den Vorsitz im Executive Committee im sechsten Assembly-Distrikt von Kings County.
Er wurde in einer Nachwahl am 15. Februar 1949 im siebten Wahlbezirk von New York in das US-Repräsentantenhaus in Washington, D.C. gewählt, um dort die Vakanz zu füllen, die durch den Tod von John J. Delaney entstand. Er wurde einmal wiedergewählt. Im Jahr 1952 kandidierte er für den 83. Kongress. Nach einer erfolgreichen Wahl trat er am 4. März 1953 die Nachfolge von Victor Anfuso an. Allerdings trat er am 21. Juli 1954 von seinem Sitz zurück.
Er wurde am 22. Juli 1954 zum Richter am Court of Special Sessions in New York City ernannt – eine Stellung, die er bis Dezember 1958 innehatte. Zu jenem Zeitpunkt wurde er zum Richter am New York City Court gewählt. Er hielt diese Stellung bis zum 6. August 1966. Zwischen 1966 und 1977 war er Richter am New York Supreme Court. Dann lebte er in Lauderhill. Er verstarb am 30. Oktober 1993 in Plantation.